# Gens Munatia
Die gens Munatia (auch Munatii, deutsch Munatier) mit dem Gentilnamen Munatius war ein römischen Geschlecht (gens), das seit der späten Republik in Erscheinung trat. Durch den Zweig der Munatii Planci erlangten sie größere Bedeutung. Da deren wichtigster Vertreter, Lucius Munatius Plancus, der Gründer von Lugudunum (heute Lyon) sowie Augusta Raurica war, trugen viele romanisierte Gallier ebenfalls den Namen Munatius.
Bekannte Namensträger waren:
- Gaius Munatius, Devemvir agris dandis assignandis (zuständig für die Verteilung von Ackerland) 177 v. Chr.;
- Munatius Rufus, Freund des jüngeren Cato;
- Titus Munatius Plancus Bursa, Volkstribun 52 v. Chr.;
- Gaius Munatius Plancus, Prätor 43 v. Chr.;
- Gaius Munatius Venustus, römischer Offizier (Kaiserzeit)
- Lucius Munatius Plancus, Konsul 42 v. Chr.;
- Lucius Munatius Plancus (Konsul 13), Sohn des Vorigen;
- Munatia Plancina, Schwester des Vorigen;
- Lucius Munatius Gallus, Legat von Numidien 100–103 n. Chr.;
- Marcus Munatius Sulla Cerialis, Konsul 215 n. Chr.
- Marcus Munatius Sulla Urbanus, römischer Konsul 234
- Gnaeus Munatius Aurelius Bassus, römischer Offizier (Kaiserzeit)